# The Scarlet Letter (album)
 (juillet 2019).
Pour les articles homonymes, voir La Lettre écarlate.
Albums de Lil' Mo
P.S. I Love Me
(2011)
Singles
1. Should've Never Let You Go
Sortie : 23 septembre 2014

La lettre écarlate est le cinquième album studio de la chanteuse américaine de RnB Lil' Mo. Il a été publié pour la première fois le 27 octobre 2014 par Penalty Entertainment. Son premier et unique single, Should've Never Let You Go, a précédé sa sortie le 23 septembre 2014.

## Fond
Le 20 août 2014, Lil' Mo a annoncé via Twitter que The Scarlet Letter serait publiée le 28 octobre 2014.

## Pistes
| No  | Titre                          | Durée |
| --- | ------------------------------ | ----- |
| 1.  | iMight                         | 3:55  |
| 2.  | Monet Moet                     | 3:15  |
| 3.  | Ride                           | 3:56  |
| 4.  | Handsome Complicated           | 2:28  |
| 5.  | Should've Never Let You Go     | 3:19  |
| 6.  | Wait for You                   | 3:39  |
| 7.  | Permission                     | 4:51  |
| 8.  | Just Not That into You (JNITY) | 3:59  |
| 9.  | Chest Pain                     | 2:22  |
| 10. | Watching Me                    | 3:16  |